# John Dunn (cầu thủ bóng đá, sinh năm 1944)
John Alfred Dunn (sinh ngày 21 tháng 6 năm 1944), là một cầu thủ bóng đá người Anh thi đấu ở vị trí thủ môn ở Football League.
Dunn ký bản hợp đồng chuyên nghiệp với Chelsea vào tháng 1 năm 1962, từ đội trẻ.
Là một thủ môn tin cậy, ông dành 4 năm để học hỏi Peter Bonetti.